# The Battle at Elderbush Gulch
The Battle at Elderbush Gulch er en amerikansk stumfilm fra 1913 af D. W. Griffith.

## Medvirkende
- Mae Marsh som Sally Cameron.
- Leslie Loveridge.
- Alfred Paget.
- Robert Harron.
- Lillian Gish som Melissa Harlow.